# Sunshine Coast Airport
Sunshine Coast Airport är en flygplats i Australien. Den ligger i kommunen Sunshine Coast och delstaten Queensland, omkring 90 kilometer norr om delstatshuvudstaden Brisbane. Sunshine Coast Airport ligger 3 meter över havet.
Närmaste större samhälle är Coolum Beach, nära Sunshine Coast Airport. Genomsnittlig årsnederbörd är 1 778 millimeter. Den regnigaste månaden är januari, med i genomsnitt 345 mm nederbörd, och den torraste är september, med 40 mm nederbörd.